# Road diet

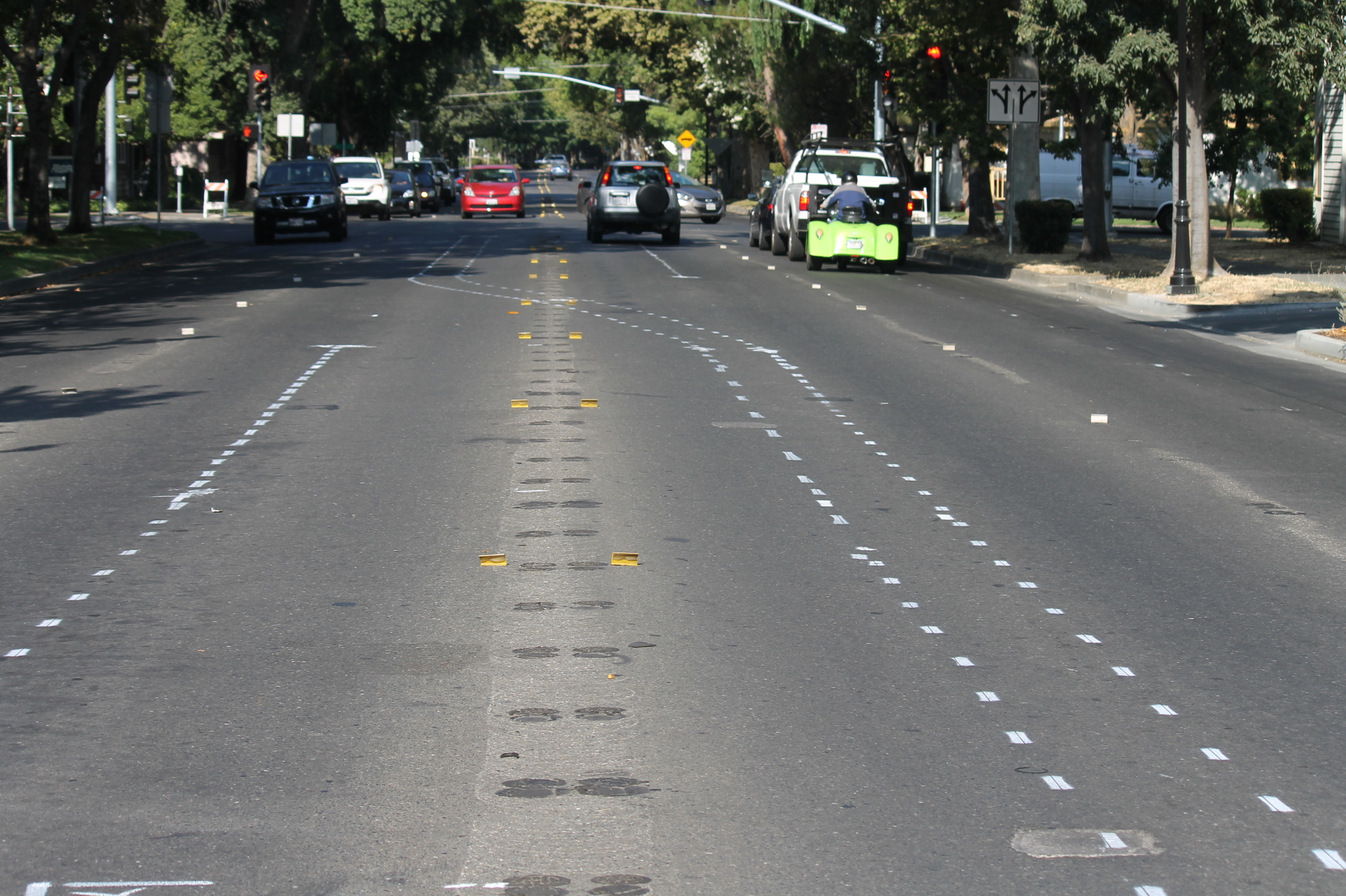
Road diet em Davis (California). Quatro faixas reduzidas para changed duas faixas, ciclofaixa e faixa de retorno

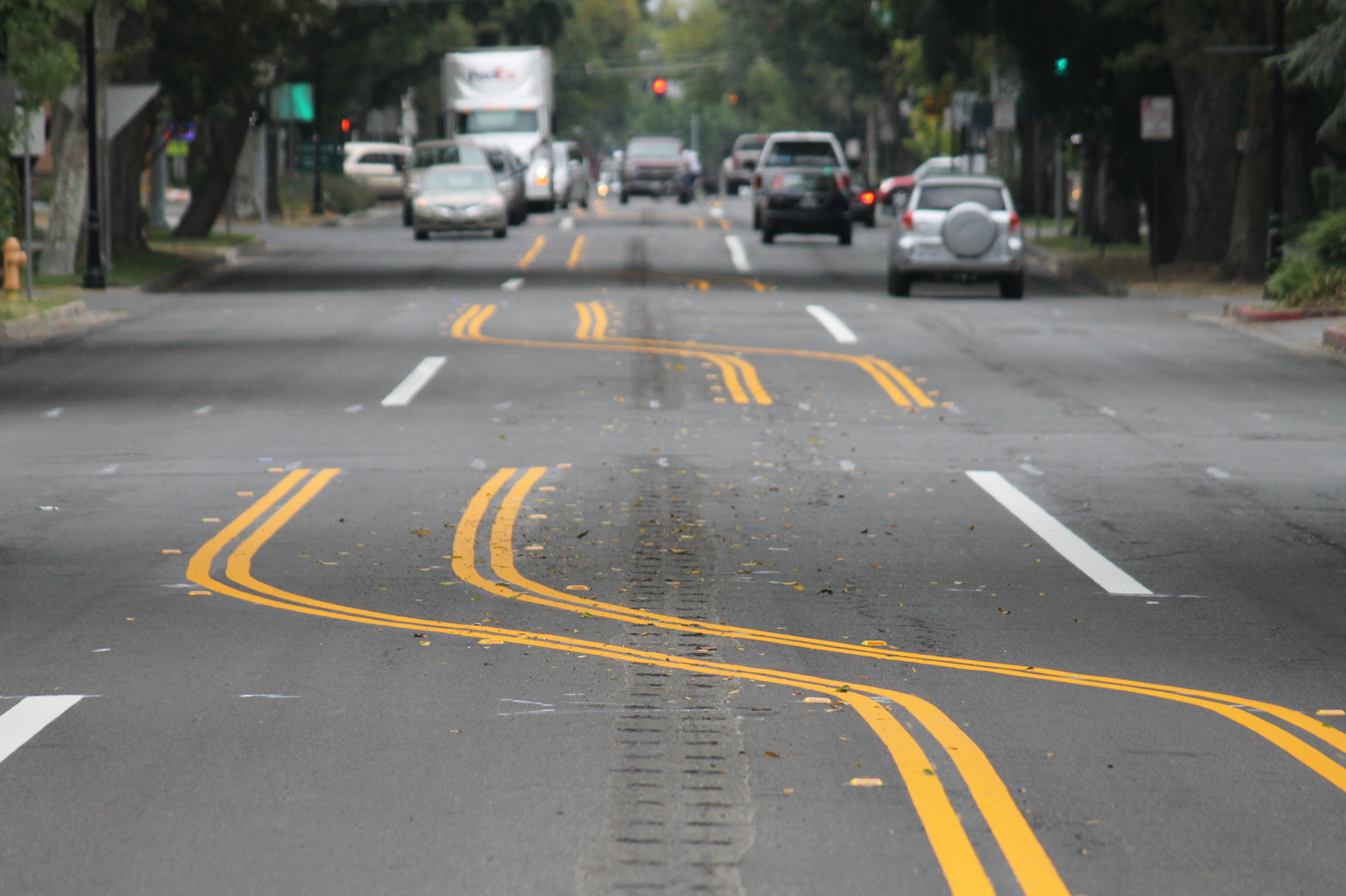
Novo formato da rua em Davis (California)

Road diet, em tradução literal "dieta de rua" ou "dieta viária", é uma técnica de planejamento de transportes em que o número de faixas de rodagem e/ou a largura efetiva da rua são reduzidos, a fim de alcançar melhoramentos sistêmicos.

## Técnicas
Uma técnica de road diet típica é a redução do número de faixas do perfil de uma rua. As típicas aplicações de road diet são melhoria da segurança e liberação de espaço para outros modais. Por exemplo, uma rua de quatro faixas de mão e contramão pode ser reduzida para apenas uma faixa de rolamento em cada sentido. O espaço liberado pode ser usado para:
- Criação ou alargamento calçadas;
- Transformação da rua em boulevard;
- Criação de ciclofaixas em um ou em ambos os lados da rua;
- Criação de via segregada para modais de média capacidade, como BRT/BRS e VLT, frequentemente na parte central da pista;
- Alargamento das faixas de rolamento (em casos que a configuração anterior resultava em vias perigosamente estreitas);
- Criação de faixa de retorno central faixa de conversão central/mediana para conversão;
- Criação de faixa reversível na pista central;
- Conversão da faixa mais à direita ou mais à esquerda em acostamento.

Quando bem planejada, a "road diet" não leva ao redirecionamento do tráfego original para outras ruas, já que a configuração anterior provia excesso de capacidade. Há casos, no entanto, que a redução de tráfego (tanto local quanto global) é desejada. As road diets normalmente são exitosas em ruas cujo tráfego seja menor que 19.000 veículos por dia. As road diets podem ser feitas em vias com até cerca de 23.000 veículos por dias, mas com maior necessidade de obras. Exemplos dessas intervenções incluem substituição de sinais por rotatórias, traffic calming em ruas paralelas para desencorajar o uso de rotas alternativas à rua principal, e outras estratégias para manter o tráfego constante e uniforme.

### Lane diets ("dieta de faixa")
Em uma lane diet, a largura da faixa é diminuída para reduzir a velocidade dos veículos e liberar espaços para outros usos. O espaço resultante pode ser usado como refúgio para pedestres, medianas, calçadas, acostamento, estacionamento ou ciclovia.
Em alguns casos de estradas com quatro faixas rolamento com faixa contínua, o risco para a faixa de ultrapassagem e para motoristas que pretendem sair à esquerda pode ser mitigado com uma alteração para cinco faixas com faixa central de saída. Esta prática é considerada mais um melhoramento do que uma "road diet".

## Benefícios
Defensores de road diets em geral vêem como benefícios principais a redução de velocidade dos veículos, redução do número de acidentes, e mais segurança para pedestres. Outros benefícios incluem melhor uso do espaço urbano, redução do tráfego induzido, maior atenção por parte dos motoristas e promoção do uso de bicicletas, com a criação de ciclovias. A oferta de uma faixa reservada para giro à esquerda em cruzamentos pode resultar em ganhos de seguraça veicular e ganhos de eficiência.
Pesquisadores concluíram que as road diets podem reduzir a frequência de acidentes de 19% a 43%, com maior redução de acidentes ocorrendo em pequenas aglomerações urbanas que em áreas metropolitanas.
Dan Burden e Peter Lagerwey publicaram um artigo sobre road diet em 1999 em que apontavem que em dois casos, 95% dos residentes inicialmente eram contrários à constricção das ruas. Estudos adicionais mostraram que road diets normalmente produzem efeitos positivos que almejam sem redução do volume de tráfego.
Dentre estudos recentes que mostram que melhorias de segurança veicular quando a largura das faixas é reduzida estão o da National Cooperative Highway Research Program (NCHRP), dos Estados Unidos and um trabalho de análise de segurança de tráfego ao longo de 14 anos em 50 estados dos Estados Unidos feito por Robert B. Noland.

## Críticas
Críticos das road diets em geral argumentam que elas afetam negativamente a velocidade e confiabilidade do tráfego, em particular se pontos de ônibus forem instalados em recuos, já que o fluxo condensado de automóveis em fila atrapalhariam a reentrada dos ônibus no tráfego. A implementação de pontos de ônibus na faixa de rolamento pode mitigar esses efeitos, embora resulte em retenção para os demais veículos.
Nem todas as vias arteriais são boas candidatas para constricção. O congestionamento gerado pode compensar os benefícios se o volumen de tráfego superar a capacidade de uma via de três faixas. Este patamar é de aproximadamente 20.000 veículos por dia. Burden lista características adicionais de vias que seriam boas candidatas a remoção de faixas de circulação.
Outras preocupações dizem respeito a segurança pública: polícia, bombeiros e ambulâncias podem ser retardadas pelo tráfego e, se uma evacuação for ordenada, o processo será mais lento.

## Implementações

### Estados Unidos
Dentre as cidades dos Estados Unidos, São Francisco foi a que mais realizou projetos de road diet, mais de 40 desde o final da década de 1970. Valencia Street, que foi reduzida de quatro para duas faixas com faixa central de conversão e ciclofaixas em março de 1999, tornou-se um modelo para engenheiros de tráfego do tipo "4-para-3 faixas" de road diet.
San Jose (California) implementou diversas road diets desde novembro de 2011, quando o Conselho da Cidade adotou o Plano Geral "Visão 2040", que propõe road diets em vias com capacidade ociosa "para oferecer calçadas, ciclovias, equipamentos de trânsito e/ou paisagismo". Road diets foram feitas nas 3ª, 4ª 10ª e 11ª ruas em agosto de 2012, e na rua Hedding em julho de 2013.